# TGR Music Group
TGR Music Group är ett svenskt skivbolag som grundades år 2015 av bröderna Niklas, Patrik & Martin Alén. Sedan 2017 är skivbolaget partner med Sony Music och fungerar som ett independentbolag med ett majorbolag “i ryggen”. De har även en urban division som heter Konkret där bolaget släpper mer urban musik.
TGR Music Group har tidigare representerat ett flertal stora svenska artister som Lucas Estrada och Lokal och singeln Havet är djupt som är platinacertifierad. Några av artisterna som är signade hos TGR Music Group i februari 2020 är Hogland, Klockrent!, Ludvigsson & Jobe.[källa behövs]